# Россидис, Джин
Ю́джин Тиле́мэчус «Джин» Росси́дис (англ. Eugene Telemachus «Gene» Rossides, Эвге́ниос Тиле́махос Росси́дис, греч. Ευγένιος Τηλέμαχος «Τζιν» Ρωσσίδης; 23 октября 1927, Бруклин, Нью-Йорк, США — 16 мая 2020) — американский футболист, адвокат, политический и общественный деятель, лоббист и писатель. Член Республиканской партии. Первый американский грек, утверждённый Сенатом США на назначенную президентом США должность. Помощник заместителя (1958—1961) и помощник (1969—1973) министра финансов США. За свою карьеру при трёх президентах США принимал участие во многих избирательных кампаниях. Основатель, бывший президент и член совета директоров Американо-греческого института (AHI), а также член Американо-греческого прогрессивного просветительского союза (AHEPA) и Американской ассоциации юристов. Лауреат Гуманитарной награды архиепископа Иакова от AHEPA, Почётной медали острова Эллис (2000) и командор Ордена Феникса (Греция, 2004). Один из самых активных представителей греческой диаспоры, в том числе один из основателей современного греческого лобби США. Так, после военного вторжения Турции на Кипр в 1974 году и последующей оккупации северной территории острова, Россидис был организатором и руководителем успешной борьбы в Конгрессе США по введению эмбарго на поставки оружия в Турцию (наряду с Джоном Брадимасом и др.). За успехи в различных сферах деятельности получил прозвище «Золотой Грек» (англ. Golden Greek).

## Биография

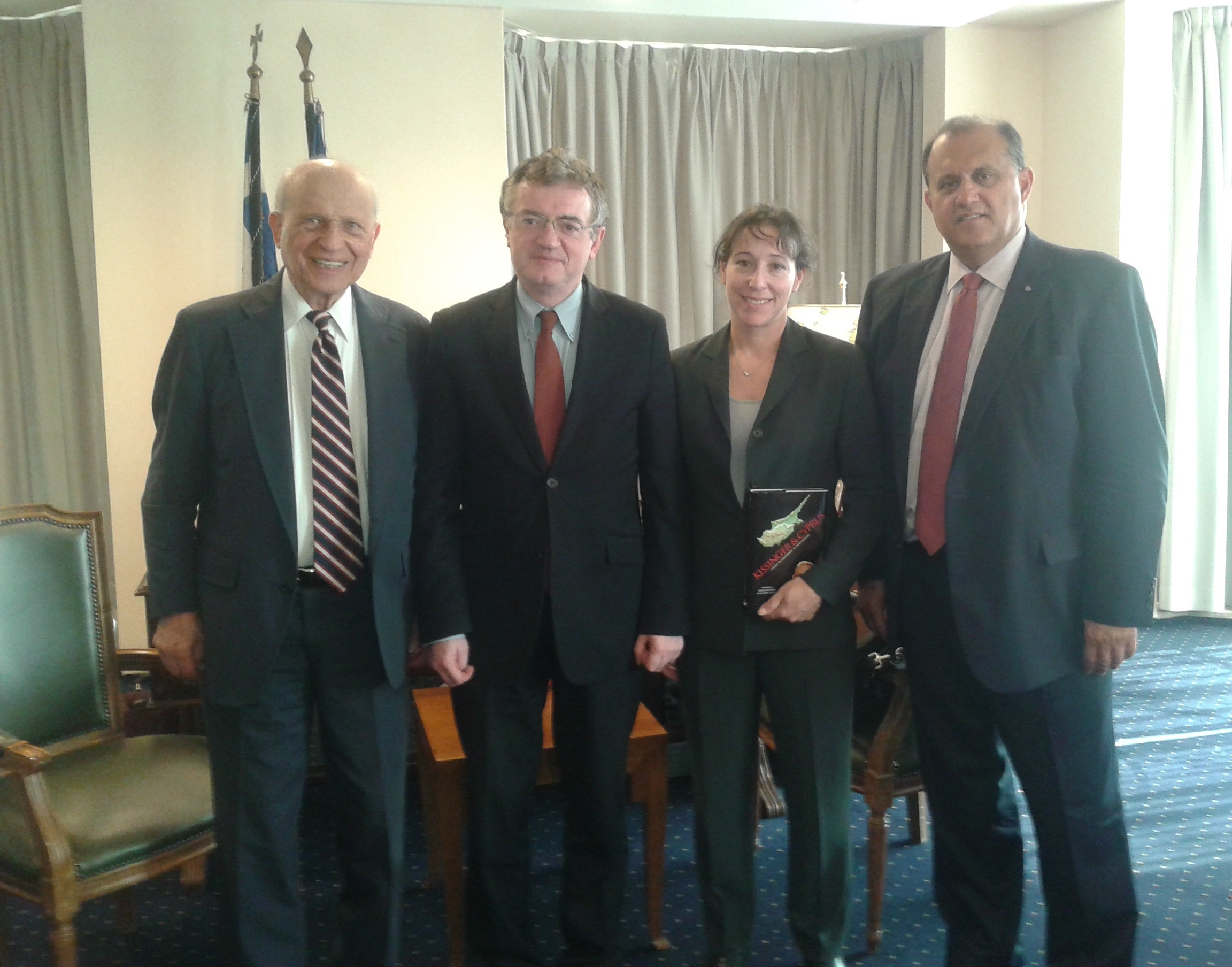
Юджин Россидис, заместитель министра иностранных дел Греции Кириакос Геронтопулос и президент Американо-греческого института Ник Ларигакис (2014)

Родился 23 октября 1927 года в Бруклине (Нью-Йорк, США) в семье греков Тилемахоса Россидиса и Анны Маравелиас. Отец Эвгениоса иммигрировал в США из города Кириния (Кипр) в 1920 году, и был первым врачом греческого происхождения в Бруклине. Мать иммигрировала в США с полуострова Мани (Пелопоннес, Греция) в 1910 году.
Будучи учеником средней школы, являлся квотербеком в футбольной команде «Dutchmen». Приобрёл известность, приняв участие в чемпионате НФЛ. Оставил спорт, поступив в Колумбийский университет, где также являлся квотербеком в команде «Lions» (1945—1948).
Получил степени бакалавра гуманитарных наук в Колумбийском колледже (1949) и доктора права в Колумбийской школе права (1952). После окончания учёбы работал в канцелярии федерального прокурора Южного округа Нью-Йорка.
В 1952 году стал членом юридической фирмы «Rogers & Wells» (сегодня «Clifford Chance»), руководителями которой являлись бывший генеральный прокурор США и будущий государственный секретарь США Уильям П. Роджерс, а также корпоративный адвокат Джон А. Уэллс.
В 1952—1953 годах служил в Командовании материально-технического обеспечения ВВС США в звании офицера военно-юридической службы (военный юрист).
В 1954—1956 годах — член «Rogers & Wells».
В 1956—1958 годах — сотрудник канцелярии генерального прокурора штата Нью-Йорк.
В 1958—1961 годах — помощник заместителя министра финансов США.
В 1961—1969 годах — член (1961—1966) и партнёр (1966—1969) в «Rogers & Wells».
В 1968 году возглавлял президентскую кампанию Ричарда Никсона в Нью-Йорке.
В 1969—1973 годах — помощник министра финансов США. В этот период, кроме прочего, осуществлял надзор за несколькими федеральными агентствами США, включая Секретную службу и АТФ, а также занимал пост вице-президента Интерпола.
В 1973—2000 годах — партнёр (1973—1992) и старший адвокат (1992—2000) в «Rogers & Wells» (в 1999 году слилась с транснациональной юридической фирмой «Clifford Chance»).
В 1974 году, после турецкого военного вторжения на Кипр, учредил Американо-греческий институт (AHI) с целью привлечения внимания американской общественности к данной ситуации и лоббирования Конгресса США против этого fait accompli.
В 1975 году учредил Фонд AHI (AHIF).
В 1976—1979 годах — издатель греческого варианта газеты «The National Herald».
В 1979—1980 годах принимал участие в президентской кампании Рональда Рейгана.
В 1982—1984 годах — член Президентского комитета по оценке издержек в федеральном правительстве, более известного как Комиссия Грейса.
Является соучредителем Института имени Эйзенхауэра.

## Членство в организациях
- основатель, бывший президент и член совета директоров Американо-греческого института;
- член AHEPA[10][11];
- член Американской ассоциации юристов;
- член Ассоциации юристов штата Нью-Йорк;
- член Федеральной ассоциации юристов;
- член благотворительного фонда «Leadership 100» Греческой Православной Архиепископии Америки, оказывающего поддержку институтам Американской архиепископии в продвижении и развитии греческого православия и эллинизма в США[11][21];
- попечитель Анатолийского колледжа (Салоники, Греция) (в прошлом);
- член греческой православной церкви[5][11].
- 2002 — член Ордена святого апостола Андрея (с присвоением оффикия);
- 2007 — член-корреспондент Афинской академии наук[22];
- и др.

## Награды и почести
- 1972 — медаль «За выдающиеся достижения» от Колумбийского университета[11];
- 1972 — Премия для молодого адвоката от ассоциации выпускников Колумбийской школы права;
- 1989 — член спортивного Зала славы AHEPA[4][23];
- 1994 — Премия Джона Джея от Колумбийского колледжа[11];
- 2000 — Гуманитарная награда архиепископа Иакова от AHEPA[4][11];
- 2000 — Почётная медаль острова Эллис[12];
- 2002 — оффикий (титул) архонта Вселенского Патриархата Константинополя[11];
- 2004 — Командор Ордена Феникса (Греция)[9][13];
- 2005 — Почётный доктор права Американского колледжа Греции[11][24];
- 2008 — член спортивного Зала славы Колумбийского университета[3];
- 2009 — Премия Питера Н. Дерзиса от AHEPA за вклад в развитие эллинизма[8][25];
- 2014 — Награда семьи Стамос за жизненные достижения от AHEPA (первый лауреат)[4][26];
- 2014 — высшая награда Палаты представителей Кипра[11][27];
- 2015 — Награда от организации «Cyprus Children’s Fund» за вклад в поддержку Кипра, начиная с 1974 года[28][29];
- 2015 — Премия Теодора Салутоса от Американо-греческого совета (AHC) за вклад в разрешение Кипрского конфликта на политическом уровне[11][19];
- 2016 — Президентская медаль «За исключительные заслуги» (Кипр)[21];
- и др.

## Личная жизнь
Проживает в Вашингтоне (округ Колумбия) с супругой Афродити Макотсин. Ранее был женат на Элинор Бурчам. Имеет четверых детей.
Увлекается теннисом и фотографией.

## Цитаты
- Киссинджер хотел разделить Кипр между Турцией и Грецией, он хотел избавиться от Кипра как от отдельной страны, он преследовал свои личные цели касательно мира. Не только в отношении Кипра, имеющего большое значение для США с точки зрения внешней политики, но понимаете ли вы, что главным образом Киссинджер повлиял на решение Никсона продолжать войну во Вьетнаме на протяжении четырёх лет?[15]

## Книги
- American Hellenic: Who’s Who in Business and the Professions (1989)[31];
- The Truman Doctrine of Aid to Greece: A Fifty-Year Retrospective (1998)[32];
- Doing Business in Greece (1999)[33];
- Greece’s Pivotal Role in World War II and its Importance to the U.S. Today (2005)[34];
- The United States and Cyprus: Double Standards and the Rule of Law (2005)[35];
- Kissinger and Cyprus: A Study in Lawlessness (2014)[36];
- и др.[5][37]